# La magia dell'arcobaleno
La magia dell'arcobaleno (Der Zauber des Regenbogens) è un film del 2006 diretto da Dagmar Damek. Il film è andato in onda prima in Francia il 4 luglio 2007 con il titolo Aux couleurs de l'arc-en-ciel, mentre in Germania il 9 novembre.

## Trama
Lea Winter è una giovane architetta di successo senza famiglia. Klaus Arnheim, il suo amante, è un imprenditore edile che la aiuta a realizzare un importante progetto a Dubai. Un giorno Lea scopre di essere incinta e comunica a Klaus di voler tenere il bambino, il quale però rifiuta e la esorta ad abortire, dato che lui non ha nessuna intenzione di lasciare la sua famiglia. Lea, scossa dalla notizia, decide di partire per una breve vacanza al mare in Irlanda, per riflettere sulla situazione della gravidanza, dove conosce Brian O'Casey, un giovane pianista con un figlio, il piccolo Patrick, con cui stringerà subito una tenera amicizia. Durante una gita in barca, Lea salverà il bambino da una morte certa: il suo rapporto con Brian da quel momento si intensifica, mettendo in crisi quello con Klaus.